# Байет
Байет (каз. Бәйет) — село в Павлодарской области Казахстана. Находится в подчинении городской администрации Экибастуза. Расположено в 25 км к западу от Экибастуза и в 163 км к юго-западу от Павлодара, на трассе канала Иртыш — Караганда имени Сатпаева. Административный центр и единственный населённый пункт Байетского сельского округа. Код КАТО — 552235100.

## История
В селе находилась центральная усадьба бывшего Экибастузского райспецхозобъединения (РСХО) по откорму и доращиванию скота, образованному в 1976 году на базе совхоза «Байет». В 1990 году Экибастузское РСХО было преобразовано в арендное предприятие «Байет».

## Население
В 1985 году в селе проживало 848 человек. В 1999 году население села составляло 1516 человек (707 мужчин и 809 женщин). По данным переписи 2009 года, в селе проживало 1439 человек (744 мужчины и 695 женщин).